# Maurice Lévy (ingegnere)
Maurice Lévy (Ribeauvillé, 28 febbraio 1838 – Parigi, 30 settembre 1910) è stato un ingegnere francese.

## Biografia

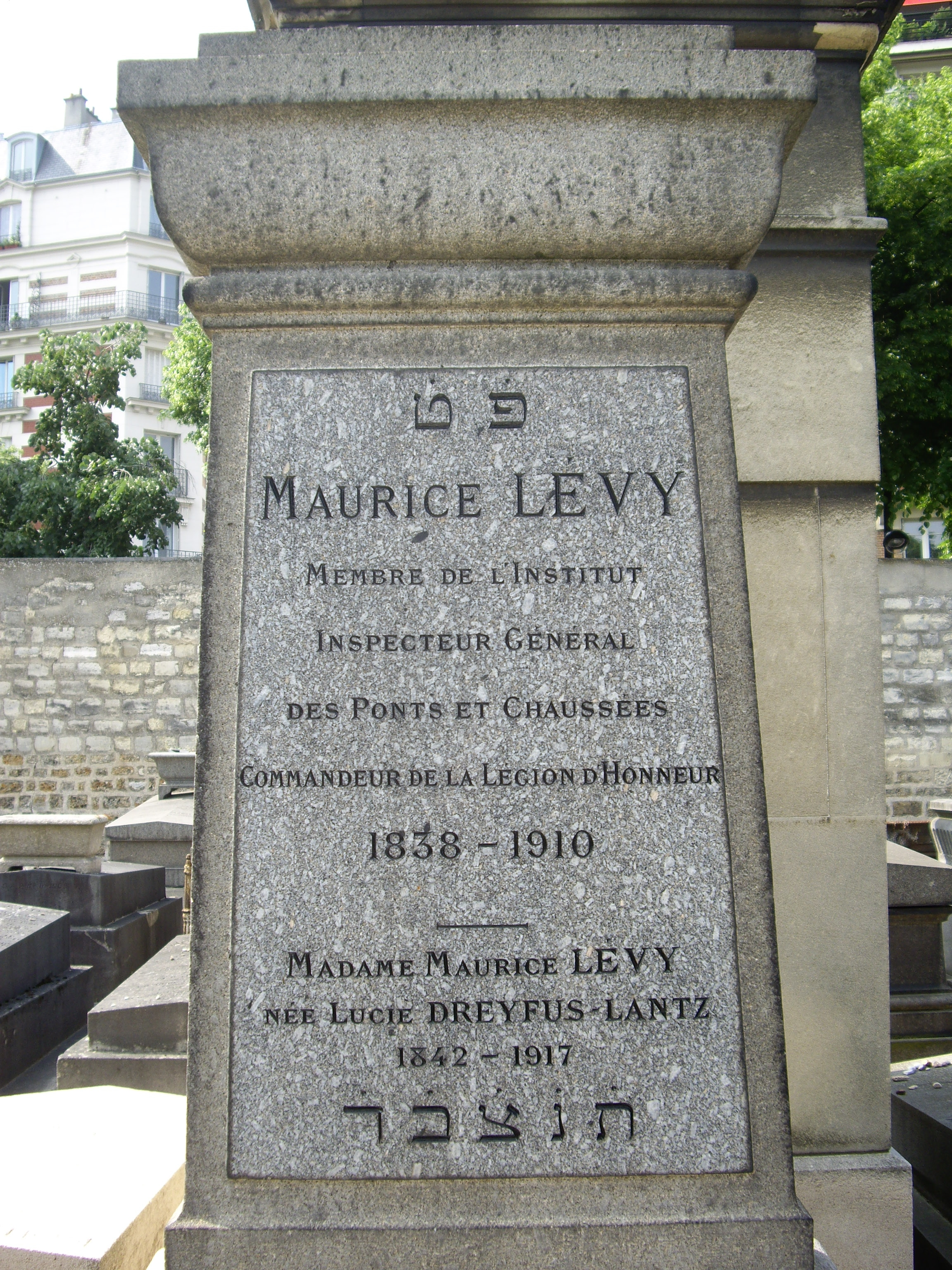
La tomba di Maurice Lévy al Cimitero di Montparnasse

Levy nacque a Ribeauvillé, in Alsazia. Studiò presso l'Ecole Polytechnique, dove fu l'allievo di Adhémar Jean Claude Barré de Saint-Venant e presso l'École des Ponts et Chaussées, dove divenne ingegnere nel 1863. Durante la guerra franco-prussiana (1870-1871), fu affidato alla Difesa nazionale. Nel corso del decennio successivo ricoprì diversi incarichi: fece il professore presso l'École Centrale nel 1875, fu membro del consiglio della rilevazione geodetica di Francia nel 1879 e professore presso il Collège de France nel 1885.
Nel 1888 Lévy inaugurò un sistema di barca-trazione mediante cavi aerei; fu installato tra Joinville-le-Pont e Saint-Maurice, tuttavia, il sistema si è rivelato insoddisfacente.
Lévy era un ufficiale della Legion d'Onore e divenne membro dell'Académie des sciences nel 1883, in sostituzione di Bresse.

## Opere
- "La Statique Graphique et Ses Applications à l'Art des Constructions" (1874; 2d ed. 1887);
- "Sur le Principe d'Énergie" (1888);
- "Étude des Moyens de Traction des Bateaux: Le Halage Funiculaire" (con M. G. Pavie, 1894)